# Библиография Антона Чехова
Список произведений русского писателя Антона Павловича Чехова.

## Пьесы
1. 1878 — Безотцовщина
2. 1884 — На большой дороге
3. 1886 — О вреде табака
4. 1886 — Ночь перед судом
5. 1887 — Лебединая песня (Калхас)
6. 1887 — Иванов
7. 1888 — Медведь
8. 1889 — Предложение (шутка в одном действии)
9. 1889 — Трагик поневоле
10. 1889 — Свадьба
11. 1889 — Леший
12. 1889 — Татьяна Репина
13. 1891 — Юбилей
14. 1896 — Чайка
15. 1896 — Дядя Ваня
16. 1900 — Три сестры
17. 1903 — Вишнёвый сад

## Повести
1. 1882 — Ненужная победа
2. 1882 — Барыня
3. 1882 — Живой товар
4. 1882 — Цветы запоздалые
5. 1884 — Драма на охоте (Истинное происшествие)
6. 1888 — Степь
7. 1888 — Огни
8. 1889 — Скучная история
9. 1891 — Дуэль
10. 1892 — Палата № 6
11. 1893 — Рассказ неизвестного человека
12. 1894 — Чёрный монах
13. 1895 — Три года
14. 1896 — Моя жизнь
15. 1897 — Мужики
16. 1899 — В овраге
17. 1900 — Мужики (главы X, XI, неоконченное продолжение повести)

## Рассказы, включая неоконченные
1. 1880 — Письмо к учёному соседу
2. 1880 — Что чаще всего встречается в романах, повестях и т.п.?
3. 1880 — За двумя зайцами погонишься, ни одного не поймаешь
4. 1880 — Каникулярные работы институтки Наденьки N
5. 1880 — Папаша
6. 1880 — Мой юбилей
7. 1880 — Тысяча одна страсть, или Страшная ночь
8. 1880 — За яблочки
9. 1880 — Перед свадьбой
10. 1880 — По-американски
11. 1880 — Жёны артистов
12. 1881 — Петров день
13. 1881 — Темпераменты
14. 1881 — В вагоне
15. 1881 — Салон де варьете
16. 1881 — Суд
17. 1881 — Контора объявлений Антоши Ч...
18. 1881 — И то и сё (поэзия и проза)
19. 1881 — И то и сё (письма и телеграммы)
20. 1881 — Грешник из Толедо
21. 1882 — Дополнительные вопросы к личным картам статистической переписи, предлагаемые Антошей Чехонте
22. 1882 — На волчьей садке
23. 1882 — Комические рекламы и объявления
24. 1882 — Задачи сумасшедшего математика
25. 1882 — Забыл!!
26. 1882 — Жизнь в вопросах и восклицаниях
27. 1882 — Исповедь, или Оля, Женя, Зоя
28. 1882 — Встреча весны
29. 1882 — Календарь «Будильника» на 1882 год (март-апрель)
30. 1882 — Зелёная коса
31. 1882 — Свидание хотя и состоялось, но…
32. 1882 — Корреспондент
33. 1882 — Сельские эскулапы
34. 1882 — Пропащее дело (Водевильное происшествие)
35. 1882 — Летающие острова
36. 1882 — Скверная история (Нечто романообразное)
37. 1882 — Двадцать девятое июня
38. 1882 — Который из трёх? (Старая, но вечно новая история)
39. 1882 — Он и она
40. 1882 — Ярмарка
41. 1882 — Нарвался
42. 1882 — Речь и ремешок
43. 1882 — Неудачный визит
44. 1882 — Два скандала
45. 1882 — Идиллия — увы и ах!
46. 1882 — Барон
47. 1882 — Добрый знакомый
48. 1882 — Месть
49. 1882 — Пережитое
50. 1882 — Философские определения жизни
51. 1882 — Мошенники поневоле
52. 1882 — Гадальщики и гадальщицы (Подновогодние картинки)
53. 1882 — Кривое зеркало (Святочный рассказ)
54. 1882 — Два романа
55. 1882 — Тайны ста сорока четырёх катастроф, или Русский Рокамболь
56. 1882 — Письмо в редакцию
57. 1882 — Рекламы и объявления
58. 1883 — В Москве на Трубной площади
59. 1883 — Ряженые
60. 1883 — Двое в одном
61. 1883 — Радость
62. 1883 — Мысли читателя газет и журналов
63. 1883 — Отвергнутая любовь
64. 1883 — Библиография
65. 1883 — Единственное средство
66. 1883 — Случай Mania Grandiosa
67. 1883 — Тёмной ночью
68. 1883 — Исповедь
69. 1883 — На магнетическом сеансе
70. 1883 — Ушла
71. 1883 — В цирульне
72. 1883 — Современные молитвы
73. 1883 — На гвозде
74. 1883 — Роман адвоката
75. 1883 — Что лучше
76. 1883 — Благодарный
77. 1883 — Совет
78. 1883 — Вопросы и ответы
79. 1883 — Крест
80. 1883 — Женщина без предрассудков
81. 1883 — Ревнитель
82. 1883 — Коллекция
83. 1883 — Баран и барышня
84. 1883 — Размазня
85. 1883 — Репка
86. 1883 — Ядовитый случай
87. 1883 — Патриот своего отечества
88. 1883 — Торжество победителя (Рассказ отставного коллежского регистратора)
89. 1883 — Умный дворник
90. 1883 — Жених
91. 1883 — Дурак (Рассказ холостяка)
92. 1883 — Рассказ, которому трудно подобрать название
93. 1883 — Братец
94. 1883 — Филантроп
95. 1883 — Случай из судебной практики
96. 1883 — Загадочная натура
97. 1883 — Хитрец
98. 1883 — Разговор
99. 1883 — Рыцари без страха и упрёка
100. 1883 — Верба
101. 1883 — Обер-верхи
102. 1883 — Вор
103. 1883 — Лист (Кое-что пасхальное)
104. 1883 — Слова, слова и слова
105. 1883 — Двадцать шесть (Выписки из дневника)
106. 1883 — Теща-адвокат
107. 1883 — Моя Нана
108. 1883 — Случай с классиком
109. 1883 — Закуска
110. 1883 — Съезд естествоиспытателей в Филадельфии (Статья научного содержания)
111. 1883 — Кот
112. 1883 — Раз в год
113. 1883 — Кое-что (1): Мамаша и г. Лентовский
114. 1883 — Кое-что (1): Злодеи и г. Егоров
115. 1883 — Кое-что (1): Находчивость г. Родона
116. 1883 — Бенефис соловья
117. 1883 — Депутат, или Повесть о том, как у Дездемонова 25 рублей пропало
118. 1883 — Герой-барыня
119. 1883 — О том, как я в законный брак вступил
120. 1883 — Из дневника помощника бухгалтера
121. 1883 — Весь в дедушку
122. 1883 — Козёл или негодяй
123. 1883 — Кое-что (2)
124. 1883 — Картофель и тенор
125. 1883 — Смерть чиновника
126. 1883 — Он понял!
127. 1883 — Сущая правда
128. 1883 — Злой мальчик
129. 1883 — 3000 иностранных слов, вошедших в употребление русского языка
130. 1883 — Перепутанные объявления
131. 1883 — Трагик
132. 1883 — Приданое
133. 1883 — Добродетельный кабатчик (Плач оскудевшего)
134. 1883 — Дочь Альбиона
135. 1883 — Краткая анатомия человека
136. 1883 — Шведская спичка (уголовный рассказ)
137. 1883 — Протекция
138. 1883 — Справка
139. 1883 — Отставной раб
140. 1883 — Мои чины и титулы
141. 1883 — Дура, или Капитан в отставке (Сценка из несуществующего водевиля)
142. 1883 — Майонез
143. 1883 — Осенью
144. 1883 — В ландо
145. 1883 — Новая болезнь и старое средство
146. 1883 — Толстый и тонкий
147. 1883 — Признательный немец
148. 1883 — Мои остроты и изречения
149. 1883 — Список экспонентов, удостоенных чугунных медалей…
150. 1883 — Дочь Коммерции советника
151. 1883 — Опекун
152. 1883 — Знамение времени
153. 1883 — В почтовом отделении
154. 1883 — Юристка
155. 1883 — Из дневника одной девицы
156. 1883 — В море
157. 1883 — Начальник станции
158. 1883 — Клевета
159. 1883 — Сборник для детей
160. 1883 — В гостиной
161. 1883 — В Рождественскую ночь
162. 1883 — Экзамен (Из беседы двух очень умных людей)
163. 1884 — Либерал (Новогодний рассказ)
164. 1884 — Завещание старого, 1883-го года
165. 1884 — Орден
166. 1884 — Контракт 1884 года с человечеством
167. 1884 — 75000
168. 1884 — Марья Ивановна
169. 1884 — Молодой человек
170. 1884 — Комик
171. 1884 — Нечистые трагики и прокажённые драматурги
172. 1884 — Perpetuum mobile
173. 1884 — Месть женщины
174. 1884 — Репетитор
175. 1884 — На охоте
176. 1884 — О женщины, женщины!
177. 1884 — Наивный леший (Сказка)
178. 1884 — Прощение
179. 1884 — Сон репортёра
180. 1884 — Певчие
181. 1884 — Два письма
182. 1884 — Жалобная книга
183. 1884 — Чтение
184. 1884 — Жизнеописания достопримечательных современников
185. 1884 — Трифон
186. 1884 — Плоды долгих размышлений
187. 1884 — Несколько мыслей о душе
188. 1884 — Говорить или молчать
189. 1884 — Гордый человек
190. 1884 — Альбом
191. 1884 — Несообразные мысли
192. 1884 — Самообольщение (Сказка)
193. 1884 — Дачница
194. 1884 — С женой поссорился
195. 1884 — Русский уголь (Правдивая история)
196. 1884 — Дачные правила
197. 1884 — Письмо к репортёру
198. 1884 — Брожение умов
199. 1884 — Дачное удовольствие
200. 1884 — Идеальный экзамен (Краткий ответ на все длинные вопросы)
201. 1884 — Водевиль
202. 1884 — Экзамен на чин
203. 1884 — Хирургия
204. 1884 — Ярмарочное итого
205. 1884 — Невидимые миру слёзы
206. 1884 — Идиллия
207. 1884 — Хамелеон
208. 1884 — Из огня да в полымя
209. 1884 — Надлежащие меры
210. 1884 — Кавардак в Риме
211. 1884 — Винт
212. 1884 — Затмение Луны (Из провинциальной жизни)
213. 1884 — На кладбище
214. 1884 — Гусиный разговор
215. 1884 — Язык до Киева доведёт
216. 1884 — И прекрасное должно иметь пределы
217. 1884 — Маска
218. 1884 — В приюте для неизлечимо больных и престарелых
219. 1884 — Вывеска
220. 1884 — О драме (Сценка)
221. 1884 — Брак по расчёту
222. 1884 — Господа обыватели (Пьеса в двух действиях)
223. 1884 — Свадьба с генералом
224. 1884 — К характеристике народов (Из записок одного наивного члена русского географического общества)
225. 1884 — Задача
226. 1884 — Ночь перед судом (Рассказ подсудимого)
227. 1884 — Новейший письмовник
228. 1884 — У постели больного
229. 1884 — Картинки из недавнего прошлого
230. 1884 — Устрицы
231. 1884 — Либеральный душка
232. 1884 — Страшная ночь
233. 1884 — Ёлка
234. 1884 — Не в духе
235. 1884 — Предписание (Из захолустной жизни)
236. 1884 — Сон (Святочный рассказ)
237. 1885 — Праздничная повинность
238. 1885 — Дело о 1884 годе (От нашего корреспондента)
239. 1885 — Масленичные правила дисциплины
240. 1885 — Капитанский мундир
241. 1885 — У предводительши
242. 1885 — Живая хронология
243. 1885 — Служебные пометки
244. 1885 — В бане
245. 1885 — Разговор человека с собакой
246. 1885 — О марте. Об апреле. О мае. Об июне и июле
247. 1885 — Не тлетворные мысли
248. 1885 — Оба лучше
249. 1885 — Тост прозаиков
250. 1885 — Женский тост
251. 1885 — Правила для начинающих авторов
252. 1885 — Мелюзга
253. 1885 — Праздничные (Из записок провинциального хапуги)
254. 1885 — Красная горка
255. 1885 — Донесение
256. 1885 — Безнадёжный
257. 1885 — Упразднили
258. 1885 — В номерах
259. 1885 — Канитель
260. 1885 — Жизнь прекрасна! (Покушающимся на самоубийство)
261. 1885 — На гулянье в Сокольниках
262. 1885 — Женщина с точки зрения пьяницы
263. 1885 — Последняя могиканша
264. 1885 — Дипломат (Сценка)
265. 1885 — О том, о сём
266. 1885 — Угроза
267. 1885 — Финтифлюшки
268. 1885 — Ворона
269. 1885 — Кулачье гнездо
270. 1885 — Кое-что об А. С. Даргомыжском
271. 1885 — Бумажник
272. 1885 — Сапоги
273. 1885 — Моя «она»
274. 1885 — Нервы
275. 1885 — Дачники
276. 1885 — Вверх по лестнице
277. 1885 — Стража под стражей
278. 1885 — Мои жены (Письмо в редакцию Рауля Синей Бороды)
279. 1885 — Надул (Очень древний анекдот)
280. 1885 — Интеллигентное бревно
281. 1885 — Рыбье дело (Густой трактат по жидкому вопросу)
282. 1885 — Симулянты
283. 1885 — Налим
284. 1885 — Из воспоминаний идеалиста
285. 1885 — В аптеке
286. 1885 — Лошадиная фамилия
287. 1885 — Не судьба
288. 1885 — Необходимое предисловие
289. 1885 — Нечто серьёзное
290. 1885 — В вагоне (Разговорная перестрелка)
291. 1885 — Мыслитель
292. 1885 — Заблудшие
293. 1885 — Егерь
294. 1885 — Злоумышленник
295. 1885 — Жених и папенька (Нечто современное)
296. 1885 — Гость
297. 1885 — Конь и трепетная лань
298. 1885 — Делец
299. 1885 — Утопленник
300. 1885 — Реклама
301. 1885 — Свистуны
302. 1885 — Отец семейства
303. 1885 — Староста
304. 1885 — Унтер Пришибеев
305. 1885 — Мёртвое тело
306. 1885 — Женское счастье
307. 1885 — Кухарка женится
308. 1885 — Стена
309. 1885 — После бенефиса
310. 1885 — К свадебному Сезону (Из записной книжки комиссионера)
311. 1885 — Записка
312. 1885 — Общее образование (Последние выводы зубоврачебной науки)
313. 1885 — Врачебные советы
314. 1885 — Мнения по поводу шляпной катастрофы
315. 1885 — Два газетчика
316. 1885 — Психопаты
317. 1885 — На чужбине
318. 1885 — Циник
319. 1885 — Индейский петух
320. 1885 — Средство от запоя
321. 1885 — Сонная одурь
322. 1885 — Домашние средства
323. 1885 — Дорогая собака
324. 1885 — Контрабас и флейта
325. 1885 — Руководство для желающих жениться (Секретно)
326. 1885 — Ниночка
327. 1885 — Тапер
328. 1885 — Писатель
329. 1885 — Пересолил
330. 1885 — Без места
331. 1885 — Брак через 10-15 лет
332. 1885 — Старость
333. 1885 — Горе
334. 1885 — Ну, публика!
335. 1885 — Тряпка
336. 1885 — Моя беседа с Эдисоном
337. 1885 — Святая простота
338. 1885 — Шило в мешке
339. 1885 — Mari d’elle
340. 1885 — Антрепренёр под диваном
341. 1885 — Восклицательный знак
342. 1885 — Зеркало
343. 1886 — Ряженые
344. 1886 — Новогодние мученики
345. 1886 — Шампанское (Мысли с новогоднего похмелья)
346. 1886 — Визитные карточки
347. 1886 — Письма
348. 1886 — Художество
349. 1886 — Ночь на кладбище
350. 1886 — Конкурс
351. 1886 — Неудача
352. 1886 — К сведению мужей (Научная статья)
353. 1886 — Первый дебют
354. 1886 — У телефона
355. 1886 — Детвора
356. 1886 — Открытие
357. 1886 — Самый большой город
358. 1886 — Тоска
359. 1886 — Переполох
360. 1886 — Беседа пьяного с трезвым чёртом
361. 1886 — Анюта
362. 1886 — Актёрская гибель
363. 1886 — Панихида
364. 1886 — Глупый француз
365. 1886 — Блины
366. 1886 — О бренности (Масленичная тема для проповеди)
367. 1886 — Персона
368. 1886 — Иван Матвеич
369. 1886 — Ведьма
370. 1886 — Отрава
371. 1886 — Рассказ без конца
372. 1886 — Шуточка
373. 1886 — Агафья
374. 1886 — Мой разговор с почтмейстером
375. 1886 — Волк
376. 1886 — В Париж!
377. 1886 — Весной
378. 1886 — Много бумаги (Архивное изыскание)
379. 1886 — Кошмар
380. 1886 — Грач
381. 1886 — На реке (Весенние картинки)
382. 1886 — Гриша
383. 1886 — Любовь
384. 1886 — Святою ночью
385. 1886 — Дамы
386. 1886 — Сильные ощущения
387. 1886 — О женщинах
388. 1886 — Знакомый мужчина
389. 1886 — Сказка
390. 1886 — Счастливчик
391. 1886 — Тайный советник
392. 1886 — Литературная табель о рангах
393. 1886 — День за городом
394. 1886 — В пансионе
395. 1886 — На даче
396. 1886 — От нечего делать
397. 1886 — Скука жизни
398. 1886 — Роман с контрабасом
399. 1886 — Список лиц, имеющих право на бесплатный проезд по русским железным дорогам
400. 1886 — Страхи
401. 1886 — Аптекарша
402. 1886 — Лишние люди
403. 1886 — Серьёзный шаг
404. 1886 — Хористка
405. 1886 — Учитель
406. 1886 — Словотолкователь для барышень
407. 1886 — Беспокойный гость
408. 1886 — Rara avis
409. 1886 — Чужая беда
410. 1886 — Ты и вы
411. 1886 — Муж
412. 1886 — Несчастье
413. 1886 — Розовый чулок
414. 1886 — Страдальцы
415. 1886 — Пассажир 1-го класса
416. 1886 — Талант
417. 1886 — Нахлебники
418. 1886 — Первый любовник
419. 1886 — В потёмках
420. 1886 — Пустой случай
421. 1886 — Светлая личность
422. 1886 — Драма
423. 1886 — Длинный язык
424. 1886 — Житейская мелочь
425. 1886 — Тяжёлые люди
426. 1886 — Ах, зубы!
427. 1886 — Месть
428. 1886 — Нытьё
429. 1886 — В суде
430. 1886 — Статистика
431. 1886 — Предложение
432. 1886 — Необыкновенный
433. 1886 — Мой Домострой
434. 1886 — Тина
435. 1886 — Жилец
436. 1886 — Недобрая ночь
437. 1886 — Калхас
438. 1886 — Мечты
439. 1886 — Тссс!…
440. 1886 — На мельнице
441. 1886 — Хорошие люди
442. 1886 — Событие
443. 1886 — Драматург
444. 1886 — Оратор
445. 1886 — Беда
446. 1886 — Заказ
447. 1886 — Произведение искусства
448. 1886 — Юбилей
449. 1886 — Кто виноват
450. 1886 — Человек
451. 1886 — На пути
452. 1886 — Ванька
453. 1886 — То была она!
454. 1887 — Новогодняя пытка
455. 1887 — Шампанское (Рассказ проходимца)
456. 1887 — Мороз
457. 1887 — Нищий
458. 1887 — Враги
459. 1887 — Добрый немец
460. 1887 — Темнота
461. 1887 — Полинька
462. 1887 — Пьяные
463. 1887 — Неосторожность
464. 1887 — Верочка
465. 1887 — Накануне поста
466. 1887 — Беззащитное существо
467. 1887 — Недоброе дело
468. 1887 — Дома
469. 1887 — Выигрышный билет
470. 1887 — Рано
471. 1887 — Встреча
472. 1887 — Тиф
473. 1887 — Житейские невзгоды
474. 1887 — На страстной неделе
475. 1887 — Весной
476. 1887 — Тайна
477. 1887 — Письмо
478. 1887 — Казак
479. 1887 — Удав и кролик
480. 1887 — Критик
481. 1887 — Происшествие
482. 1887 — Следователь
483. 1887 — Обыватели
484. 1887 — Володя
485. 1887 — Счастье
486. 1887 — Ненастье
487. 1887 — Драма
488. 1887 — Один из многих
489. 1887 — Скорая помощь
490. 1887 — Неприятная история
491. 1887 — Беззаконие
492. 1887 — Перекати-поле
493. 1887 — Отец
494. 1887 — Хороший конец
495. 1887 — В сарае
496. 1887 — Злоумышленники
497. 1887 — Перед затмением
498. 1887 — Из записок вспыльчивого человека
499. 1887 — Зиночка
500. 1887 — Доктор
501. 1887 — Сирена
502. 1887 — Свирель
503. 1887 — Мститель
504. 1887 — Почта
505. 1887 — Свадьба
506. 1887 — Беглец
507. 1887 — Задача
508. 1887 — Интриги
509. 1887 — Старый дом
510. 1887 — Холодная кровь
511. 1887 — Дорогие уроки
512. 1887 — Лев и Солнце
513. 1887 — Беда
514. 1887 — Поцелуй
515. 1887 — Мальчики
516. 1887 — Каштанка
517. 1887 — Рассказ госпожи NN
518. 1887 — Без заглавия
519. 1888 — Спать хочется
520. 1888 — Вынужденное заявление
521. 1888 — Неприятность
522. 1888 — Красавицы
523. 1888 — Сапожник и нечистая сила
524. 1888 — Именины
525. 1889 — Пари
526. 1889 — Княгиня
527. 1889 — Припадок
528. 188х — Красавицы (Из записок врача) (неоконченное)
529. 1890 — Воры
530. 1890 — Гусев
531. 1891 — В Москве
532. 1891 — Бабы
533. 1892 — Жена
534. 1892 — Попрыгунья
535. 1892 — Отрывок
536. 1892 — История одного торгового предприятия
537. 1892 — Из записной книжки старого педагога
538. 1892 — В ссылке
539. 1892 — Рыбья любовь
540. 1892 — Соседи
541. 1892 — Страх
542. 1893 — Володя большой и Володя маленький
543. 1894 — Скрипка Ротшильда
544. 1894 — Студент
545. 1894 — Учитель словесности
546. 1894 — В усадьбе
547. 1894 — Рассказ старшего садовника
548. 1894 — Бабье царство
549. 1895 — Супруга
550. 1895 — Белолобый
551. 1895 — Ариадна
552. 1895 — Убийство
553. 1895 — Анна на шее
554. 1896 — Дом с мезонином
555. 1896 — Шульц (неоконченный)
556. 1897 — В родном углу
557. 1897 — Печенег
558. 1897 — На подводе
559. 1898 — У знакомых
560. 1898 — Ионыч
561. 1898 — Человек в футляре
562. 1898 — Крыжовник
563. 1898 — О любви
564. 1898 — Случай из практики
565. 1898 — Душечка
566. 1899 — По делам службы
567. 1899 — Новая дача
568. 1899 — Дама с собачкой
569. 1900 — На святках
570. 1902 — Архиерей
571. 1903 — Невеста
572. 1905 — Расстройство компенсации (неоконченный)
573. 1905 — Калека (неоконченный)

- 1887—1891 — Рассказы из жизни моих друзей (неоконченный роман)[1]
  - I. У Зелениных (опубл. 1905, неоконченный)
  - III. Письмо (опубл. 1907)
  - 1892 — После театра

### Неопубликованное. Неоконченное
1. 1882 — Гречневая каша сама себя хвалит

## Фельетоны, статьи
1. 1881 — Сара Бернар
2. 1881 — Опять О Саре Бернар
3. 1882 — «Гамлет» на Пушкинской сцене
4. 1882 — Фантастический театр Лентовского
5. 1883 — «Скоморох» — Театр М. В. Л.***. 3-е января
6. 1883 — «Калиостро, великий чародей, в Вене» в «Новом театре» М. и А. Л.
7. 1883 — Злостные банкроты
8. 1883 — «Женевьева Брабантская»
9. 1883 — Америка в Ростове-на-Дону
10. 1883 (со 2 июля) — 1885 (по 12 октября) — Осколки московской жизни
11. 1884 — Дело Рыкова и комп.
12. 1885 — Аптекарская такса, или Спасите, грабят!
13. 1885 — Герат. От нашего собственного корреспондента
14. 1885 — Среди милых москвичей <19 сентября>
15. 1885 — Интеллигенты-кабатчики. Письмо в редакцию
16. 1886 — Модный эффект
17. 1888 — Московские лицемеры
18. 1888 — Н. М. Пржевальский
19. 1888 — Наше нищенство
20. 1889 — Театр Ф. Корша
21. 1890 — Бенефис П. М. Свободина
22. 1890 — В. А. Бандаков (Некролог)
23. 1891 — Фокусники
24. 1891 — Вопрос
25. 1891 — З. М. Линтварёва
26. 1892 — От какой болезни умер Ирод?
27. 1893 — Обеды беллетристов
28. 1893 — М. А. Потоцкая
29. 1893 — Столичный литературно-артистический кружок
30. 1893 — И. А. Мельников
31. 1893 — Хорошая новость
32. 1893 — Н. Н. и М. И. Фигнер
33. 1893 — Речь министра
34. 1894 — Письмо в редакцию газеты «Новое время»
35. 1900 — Автобиография
36. 1902 — Ответ на анкету «Отжил ли Некрасов?»

## Документальная литература
1. 1875—1890 — Письма
2. 1891—1897 — Письма
3. 1898—1900 — Письма
4. 1901—1904 — Письма
5. 1876—1903 — Гимназическое, стихотворения, записи в альбомах, рисунки, коллективное, Dubia, редактированное
6. 1890 — Из Сибири
7. 1891—1903 — Записные книжки, дневники
8. 1893—1895 — Остров Сахалин
9. 1912 — Воспоминания современников о А. П. Чехове

## Авторские сборники
1. 1882 — Шалость (не был издан)
2. 1884 — Сказки Мельпомены
3. 1886 — Пёстрые рассказы
4. 1887 — В сумерках
5. 1887 — Невинные речи
6. 1888 — Рассказы
7. 1889 — Детвора
8. 1890 — Хмурые люди
9. 1893 — Палата № 6 (и др. рассказы)
10. 1894 — Повести и рассказы
11. 1897 — Мужики и Моя жизнь